# Phantyna
Phantyna là một chi nhện trong họ Dictynidae.